# Mitrella maestratii
Mitrella maestratii is een slakkensoort uit de familie van de Columbellidae. De wetenschappelijke naam van de soort is voor het eerst geldig gepubliceerd in 2011 door K. Monsecour & D. Monsecour.